# Séparation magnétique
La séparation magnétique est une technique qui permet de séparer les analytes de divers types de matrices selon leur comportement vis-à-vis d’un champ magnétique. 
Elle est utilisée autant en industrie qu'en chimie et en biotechnologies.

## Histoire
Au milieu du XIXe siècle, Michael Faraday découvre que lorsqu’une substance est placée dans un champ magnétique, celle-ci en modifie l’intensité. C’est dans cette optique que l’on a découvert que des matériaux pouvaient être séparés selon leurs propriétés magnétiques. Vers la fin des années 1860, la première application commerciale fut réalisée. Il s’agissait de séparer le fer du laiton. Après 1880, les séparateurs électromagnétiques font leur apparition sur le marché. Ils permettent de séparer des matériaux ferromagnétiques. Au début des années 1900, C’est au tour des séparateurs magnétiques de haute intensité et aux séparateurs à aimant de voir le jour. Ces derniers permettent de séparer les éléments paramagnétiques.

## Principes de base
Un champ magnétique est une région de l’espace où une force magnétique fait sentir son influence. Par exemple, le champ magnétique terrestre permet de s’orienter en affectant l’aiguille de la boussole. Celle-ci va alors suivre les lignes du champ magnétique terrestre pour s’aligner vers le pôle positif, ce qui permet de s’orienter.  
Sous l’effet d’un champ magnétique B, les corps vont  réagir de différentes façons dépendamment s’ils sont : 
- Diamagnétiques : la matière répond par un champ magnétique opposé à celui qui lui est appliqué, ce qui annule son effet.
- Paramagnétiques : la matière répond par une aimantation dirigée vers le même sens que celui du champ B, ce qui l’attire vers les pôles.
- Ferromagnétiques : s’aimantent fortement sous l’effet d’un champ magnétique et ceci même après la disparition de ce dernier (effet de rémanence)[5].

La séparation magnétique permet alors de séparer ces matériaux selon leur tendance à se magnétiser. Elle est basée sur la compétition entre les trois forces tractives magnétiques et les forces interparticulaires attractives.  Un séparateur produisant un champ magnétique faible sera apte à séparer les éléments ferromagnétiques de la matrice. Un séparateur produisant un champ magnétique fort sépare les matériaux diamagnétiques des autres matériaux à cause de sa capacité à attirer les éléments faiblement magnétiques.

## Matériel et montages

### Retrait des déchets ferreux
Ces séparateurs permettent le retrait de particules ferreuses ayant un diamètre supérieur à 3 mm qui pourraient endommager l'équipement et/ou blesser des travailleurs lors de la manutention.

#### Poulie magnétique

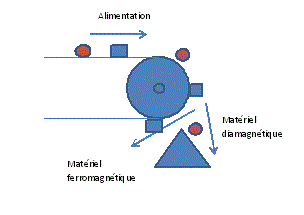
Fig. 1 : poulie magnétique.

La poulie magnétique est le séparateur le plus utilisé dans cette optique à cause de son bas coût d'acquisition, sa facilité d'installation et son processus automatisé. Il s'agit d'un aimant dans une poulie qui entraîne la formation d'un champ magnétique autour de sa circonférence, permettant de retenir les particules de fer qui circulent.

#### Aimant suspendu
Il s'agit d'un boîtier contenant un aimant. Celui-ci est suspendu au-dessus d'un convoyeur. Il est assez répandu, quoique le processus de retrait des particules ferreuses soit coûteux à automatiser.

#### Tambour magnétique rotatif
Ce type de tambour est utilisé quand la poulie magnétique et l'aimant suspendu ne peuvent être installés en raison de son coût plus élevé. Il produit un champ magnétique à quelques centimètres autour du tambour, ce qui permet de retenir les particules ferreuses. L'alimentation se fait soit par-dessus, soit par-dessous. Lorsqu'elle est par-dessus, la séparation est meilleure puisqu'elle se fait avec et non contre la gravité.

#### Aimants plats
Il s'agit d'un aimant situé sous une chute inclinée à au moins 45 degrés. Le retrait des particules ferreuses n'est pas automatisable.

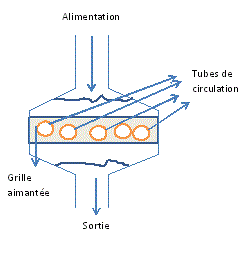
Fig. 2 : grille aimantée.

#### Grille aimantée
C'est une plaque magnétisée qui permet de filtrer des liquides plutôt que des solides afin d'en retirer les impuretés ferreuses. Le retrait de ces impuretés ne peut être automatisé.

### Concentration de minerais et purification de produits
Divers séparateurs magnétiques existent, selon la matrice (liquide, boue ou particules solides). Ceux-ci peuvent également être classés selon leur intensité du champ magnétique produit : > 0,5 T : Haute intensité ; 0,5T ≥ B≥ 0,25 T : Moyenne intensité ; < 0,25 T : faible intensité. Il existe également des séparateurs magnétiques permettant une intensité beaucoup plus faible de champ magnétique.

#### Voie sèche

##### À tambour
Il y a les appareils à pôles radiaux qui permettent la séparation de particules ayant jusqu'à 305 mm de diamètre. Il y a aussi ceux à pôles axiaux qui font vibrer les particules ferromagnétiques, ce qui permet une séparation plus raffinée.

##### À rouleau induit
Ce séparateur ne sert que pour les particules granuleuses plus petites que 3 mm. Il est très polyvalent (changement de la force magnétique, du nombre de rouleaux, de la vitesse de rotation, de la hauteur de chute, etc.)

##### À courroie à haute intensité
Cet appareil produit un fort champ magnétique. L'alimentation doit être en fine couche. Ce fort champ permet la séparation de matériaux faiblement magnétique.

##### De type disque, à haute intensité
Ce séparateur a un aimant induit sous forme d'anneau d'acier. Celui-ci est en rotation entre l'alimentation et l'aimant inducteur. L'alimentation circule sur une courroie. L'anneau d'acier dévie les particules ferromagnétiques et paramagnétiques de la courroie, ce qui permet de concentrer des matériaux faiblement paramagnétiques.

#### Voie humide

##### À tambour à voie humide
L'aimant y est fixé à l'intérieur d'un tambour en rotation. Il permet, entre autres, la séparation de la magnétite et de la ferrosilice de la silice diamagnétique et du charbon. 

##### À filtre magnétique
Il s'agit d'un filtre magnétisé qui sert à capter des particules ferromagnétiques fines. Il est couramment employé pour nettoyer l'huile, la peinture, etc.

##### À haute intensité à voie humide
L'aimant est sous forme de carrousel rotatif avec un jet d'eau à intensité croissante. Ce jet fait chuter progressivement les particules selon leur magnétisme. La collection des particules se fait par-dessous.

##### À haut gradient
C'est un séparateur ayant une force et un gradient de champ magnétique élevés. Cette fois-ci, la matrice est statique et remplie de laine d'acier inoxydable magnétisée, réduisant ainsi le débit. Cependant, son haut gradient permet d'extraire les moindres impuretés faiblement paramagnétiques.

### Séparation de composés biologiques

#### Billes magnétiques
Il s'agit de billes ferromagnétiques de taille entre 5 et 50nm, d'une qualité superparamagnétique en présence d'un champ magnétique. Ces billes sont encapsulés dans un polymère sous forme de bille. Celle-ci a donc une taille entre 35nm et 4,5μm. Celles-ci doivent être préparées afin de pouvoir fixer le composé en question. Elles servent pour des séparations biologiques et pour l'imagerie par résonance magnétique.

## Applications

### Matrices
Presque toutes les matrices solides et liquides peuvent subir une séparation magnétique. Les principales matrices sont l'eau, les huiles, le charbon et les minerais. Aussi, la plupart des manufactures (industrie alimentaire, pharmaceutique, chimique) subissent ce traitement à titre préventif afin d'éviter des dommages potentiels sur les machines subséquentes et pour protéger les travailleurs.

### Analytes
Cette méthode de séparation permet de recueillir les analytes ayant une susceptibilité magnétique élevée. Il s'agit d'une technique de séparation essentiellement préparatoire. De plus, avec les progrès effectués au cours des dernières décennies, il est désormais possible de séparer les analytes qui sont faiblement paramagnétiques entre eux.

## Limitations
Ces appareils ne peuvent pas être conçus pour séparer une matrice gazeuse ou des composants diamagnétiques entre eux de façon efficace.